# Clasificación de la UEFA para los Juegos Olímpicos de la Juventud
Este es una competición internacional de fútbol femenina y masculina , organizada por la UEFA. Desde 2009 hasta 2013 fue un evento sub-15. Este torneo se utiliza como clasificatorias a la Juegos Olímpicos de la Juventud. Se juega cada cuatro años.

## Torneos Masculinos
| Año          | Sede | Campeón    | Final Resultado | Subcampeón |
| ------------ | ---- | ---------- | --------------- | ---------- |
| 2009 Detalle | Nyon | Montenegro | 2:1             | Albania    |
| 2013 Detalle | Nyon | Islandia   | 3:1             | Moldavia   |

## Torneos Femeninos
| Año          | Sede | Campeón    | Final Resultado | Subcampeón |
| ------------ | ---- | ---------- | --------------- | ---------- |
| 2009 Detalle | Nyon | Turquía    |                 |            |
| 2013 Detalle | Nyon | Eslovaquia | 1:0             | Azerbaiyán |

- Datos: Q16549507